# Saúl Crespo
Saúl Crespo Prieto (Ponferrada, 23 luglio 1996) è un calciatore spagnolo, centrocampista dell'East Bengal.

## Carriera
Cresce calcisticamente nelle giovanili del Ponferradina, che nel 2015 lo manda a farsi le ossa all'Astorga, nella terza divisione spagnola. L'anno successivo viene ceduto, sempre con la formula del prestito, all'Arandina, altro club della terza divisione spagnola. Nel 2017, rientrato dal prestito, riesce a giocare con maggior continuità e, al termine della stagione 2018-2019, ottiene anche la promozione nella seconda divisione spagnola. Così, il 18 agosto 2019, debutta nel campionato di Segunda División, nell'incontro perso per 3-1 sul campo del Cadice. Nel 2022 va a giocare nella prima divisione indiana all'Odisha; rimane in seguito nel Paese asiatico per giocare con l'East Bengal.

## Statistiche

### Presenze e reti nei club
Statistiche aggiornate al 20 agosto 2025.
| Stagione            | Squadra             | Campionato          | Campionato | Campionato | Coppe nazionali | Coppe nazionali | Coppe nazionali | Coppe continentali | Coppe continentali | Coppe continentali | Altre coppe | Altre coppe | Altre coppe | Totale | Totale |
| Stagione            | Squadra             | Comp                | Pres       | Reti       | Comp            | Pres            | Reti            | Comp               | Pres               | Reti               | Comp        | Pres        | Reti        | Pres   | Reti   |
| ------------------- | ------------------- | ------------------- | ---------- | ---------- | --------------- | --------------- | --------------- | ------------------ | ------------------ | ------------------ | ----------- | ----------- | ----------- | ------ | ------ |
| 2015-2016           | Astorga             | SDB                 | 25         | 1          |                 | -               | -               |                    | -                  | -                  |             | -           | -           | 25     | 1      |
| 2016-2017           | Arandina            | SDB                 | 36         | 0          |                 | -               | -               |                    | -                  | -                  |             | -           | -           | 36     | 0      |
| 2017-2018           | Ponferradina        | SDB                 | 29         | 0          | CR              | 3               | 0               |                    | -                  | -                  |             | -           | -           | 32     | 0      |
| 2018-2019           | Ponferradina        | SDB                 | 35         | 1          |                 | -               | -               |                    | -                  | -                  |             | -           | -           | 35     | 1      |
| 2019-2020           | Ponferradina        | SD                  | 22         | 0          | CR              | 2               | 0               |                    | -                  | -                  |             | -           | -           | 24     | 0      |
| 2020-2021           | Ponferradina        | SD                  | 15         | 0          | CR              | 1               | 0               |                    | -                  | -                  |             | -           | -           | 14     | 0      |
| 2021-2022           | Ponferradina        | SD                  | 18         | 0          | CR              | 3               | 0               |                    | -                  | -                  |             | -           | -           | 21     | 0      |
| Totale Ponferradina | Totale Ponferradina | Totale Ponferradina | 119        | 1          |                 | 9               | 0               |                    | -                  | -                  |             | -           | -           | 128    | 1      |
| 2022-2023           | Odisha              | ISL                 | 17+1       | 0          | SC              | 3               | 0               | QAFC Cup           | 1                  | 0                  | DC          | 5           | 3           | 27     | 3      |
| 2023-2024           | East Bengal         | ISL                 | 14         | 4          | SC              | 5               | 2               | -                  | -                  | -                  | DC          | 6           | 1           | 25     | 7      |
| 2024-2025           | East Bengal         | ISL                 | 13         | 1          | SC              | 1               | 0               | AFC2+ACL           | 1+5                | 1+0                | DC          | 3           | 2           | 23     | 4      |
| 2025-2026           | East Bengal         | ISL                 | 0          | 0          | SC              | 0               | 0               | -                  | -                  | -                  | DC          | 5           | 2           | 5      | 2      |
| Totale East Bengal  | Totale East Bengal  | Totale East Bengal  | 27         | 5          |                 | 6               | 2               |                    | 6                  | 1                  |             | 14          | 5           | 53     | 13     |
| Totale carriera     | Totale carriera     | Totale carriera     | 225        | 7          |                 | 18              | 2               |                    | 7                  | 1                  |             | 19          | 8           | 269    | 18     |

## Palmarès
- Super Cup: 2

Odisha: 2023
East Bengal: 2024